# Саваяма Масару
Савяма Масару (яп. 宗家, Сокэ Саваяма Масару, 1906-1977) – известен также под псевдонимом Мунэоми. Мастер боевых искусств, родоначальник и основатель искусства синтетического современного рукопашного боя Нихон-кэмпо, объединившей наиболее эффективные приемы из различных стилей японских единоборств(каратэ, дзюдо, дзю-дзюцу, айкидо), а также европейского бокса, реслинга, вольной(французской) борьбы и других видов рукопашного боя.
Юность
Саваяма родился в префектуре Нара 12 декабря 1906 года в семье Кендзо и Мако Масару знатного рода из клана Ямана . Болезненный от рождения, в 13 лет Саваяма  начинает заниматься дзюдо, которое для японской молодежи было очень новым и модным увлечением, в некотором роде даже символом западной цивилизации. В дзюдо активно пропагандировалась европейская силовая подготовка с использованием диковинных для Японии гирь, гантелей, штанг и эспандеров. И действительно, за несколько лет дзюдо превращало малорослых и слабосильных японцев в красивых и атлетически сложенных людей. Это произошло и с Саваямой.
Молодость
В 1926 году Саваяма Масару поступает на подготовительные курсы Кансайского Университета(г.Осака), заканчивает их и через три года в 1929 году поступает на юридический факультет этого же университета . В Кансайском университете он достигает уровня 5-го дана (Шихан) по этой дисциплине и через год возглавляет сборную команду по дзюдо. В университете Саваяма интересуется ударной техникой рукопашного боя, европейским и тайским боксом,  и, уже став признанным мастером  дзюдо и получив ранг шихана (профессора) 5 дана, в1929 году записывается в ученики к известному мастеру окинавского каратэ-до Канва Мабуни. Однако обучение в каратэ не очень устраивало Саваяму, так как было основано на повторении традиционных ката и не давало возможности устраивать полноценный учебный бой (рандори), такой, какой практиковался в дзюдо. Поэтому уже через несколько месяцев в 1930-м году Саваяма Масару создает с несколькими единомышленниками Тодэ кэнкю-кай /«Общество изучения тодэ» (Общество изучения боевых искусств), где они занимаются дополнительно каратэ, экспериментируя с различными видами контактных поединков. Постепенно к обществу, изучающему каратэ, примыкают студенты, практикующие совершенно различные стили рукопашного боя:  дзю-дзюцу, айкидо, дзюдо, китайских единоборств.  И часто вместо использования в поединке одной техники – каратэ, соперники устраивают смешанные бои, в которых используют навыки, полученные из других стилей. Кроме того участники практикуют использование новых подсмотренных приемов у заезжих европейских борцов французской (вольной) борьбы и английского бокса.  В обществе постепенно вырабатываются свои правила поединков, в которых, как и в реальном уличном бою, нет никаких ограничений по весу, стилю, технике рукопашного боя, но есть единственное ограничение – непричинение вреда сопернику – удары наносятся не в полную силу, а только обозначаются. Приемы и болевые контроли проводятся безопасно, без доворотов.  Такие поединки, даже учебные, становятся зрелищными и необычными, на них студенты проверяют эффективность различных техник боя.
Создание Ниппон Кэмпо(Нихон кэмпо)
Активное использование в процессе обучения  спаррингов, а также техники дзюдо, айкидо, дзю-дзюцу и бокса поставили перед членами Тодэ кэнкю-кай вопрос: то чем они занимаются – каратэ?  Или это другой, новый вид рукопашного боя?
Осенью 1932 года Саваяма Масару собирает на совет семь самых активных участников Тодэ Тон-кай, итогом которого стало заявление о рождении нового  будо, которое назвали Дай Ниппон Кэмпо (Кэмпо Великой Японии). Общество Тодэ Тон-кай было переименовано в общество «Дай Ниппон Кэмпо-кай» (Общество Кэмпо Великой Японии). Президентом Дай Ниппон Кэмпо-Кай становится Саваяма Масару.
Создание нового общества несколько усложнило взаимоотношения Саваямы Масару с его учителем по каратэ – Канвой Мабуни, который также экспериментировал с защитной экипировкой в каратэ, но не хотел разрушать традиции стиля и вводить в него борцовскую, бросковую и технику болевых контролей. Однако нормальные, деловые отношения между учителем и выросшим учеником удалось всё же сохранить.
Саваяма отказался  от ката как основной методики обучения,  а сделал упор на проведение спаррингов.  Ещё в обществе Тодэ Тон-Кай проводились эксперименты с защитной экипировкой кендо, которая позволяла бы снизить травматизм и провести полноценный полноконтактный бой. С1932 года Саваяма с учениками активно  экспериментирует с защитным снаряжением и в 1934 году имеет уже обкатанное специальное снаряжение– богу: лицевой шлем (мэн), нагрудник (до), защита паха (мататэ) и модифицированные боксерские перчатки (куробу), которые позволяют делать захваты. Такая униформа позволяла наносить удары в полную силу, проводить броски, болевые контроли в стойке и бороться в партере, не причиняя травм сопернику.
В 1934 году в главном додзё Ассоциации Кока-Кай, члены которой занимались Ниппон кэмпо у Саваямы, прошёл первый официальный турнир Ниппон Кэмпо, в котором поединки проходили в «богу».
В 1936 году Саваяма открывает клуб Ниппон кэмпо в другом университете Осаки Кансай Гакуин. С этого времени между командами университета Кансай и Кансай гакуин стали проводить ежегодные чемпионаты, которые привлекали большое число зрителей. В 1939 году  проходит Первый чемпионат Японии по Ниппон Кэмпо.
Зрелость Саваяма Масару
В 1940 году Саваяма был призван в звании офицера в Императорскую армию и был отправлен в Китай, где служил до окончания войны в 1945 году. 21 мая 1946 года Масару в звании капитана был демобилизован и возвращается в Осаку, где  возобновляет  занятия Ниппон Кэмпо. В 1947 г. Саваяма создал семью. В этом же году Масару регистрирует ассоциацию Нихон-кэмпо-кай (без слова «дай» - «великая») и продолжает занятия в университете Кансай. В 1953 году он вместе с 70 студентами проводит демонстрацию Нипон Кэмпо в Токийских университетах. Это приводит к немедленной организации  нескольких клубов Ниппон Кэмпо в университетах Васэда, Мейдзи и Кейо. В Японии существует традиция, когда человек становиться известным и почитаемым, он меняет фамилию. Так и Саваяма Масару обретая известность, изменил свою фамилию на Саваяма Мунэоми.
В 1954 году Масару был принят на работу в Кансайский Университет в Осаке и добился  принятия Ниппон кэмпо в качестве официальной дисциплины в Kansai University. В 1958 году Ассоциация Nippon Kempo Kyokai начала свою активную деятельность в подразделениях Сил Самообороны Японии, а также в школах кадетов и полиции.
В 1964 г. Саваяма завершает работу по созданию системы Ниппон кэмпо и публикает свою книгу «Дух и философия Nippon Kempo», а в 1967 году становится профессором Osaka Kun-ei Women's College.  В 1971 - составляет духовные постулаты и наставления для практикующих «Ниппон Кэмпо», этот документ именуется «Warera no shinjo».
После продолжительной болезни в 27 сентября 1977 года основателя системы Ниппон Кэмпо не стало. После себя оставил дочь и двоих внуков. Похоронен на кладбище в городе Мураока, префектура Хиого, Япония.
Итоги жизни
Став на свой путь будо учитель Саваяма совершил переворот в системе боевых искусств Японии, фактически создав первую систему смешанных единоборств (Mixed Martial Arts) и придав этой системе философскую платформу.
Сегодня благодаря деятельности Саваяма развивается самобытная и оригинальная система боевых искусств - ни на что не похожая, чётко структурированная, не являющаяся простой компиляцией набора различных техник.